# August Emil Fieldorf
August Emil Fieldorf (20 de marzo de 1895 - 24 de febrero de 1953) fue un general de brigada polaco que sirvió como comandante en jefe de la Armia Krajowa tras el fracaso del alzamiento de Varsovia. Después de la Segunda Guerra Mundial, fue acusado de alta traición y espionaje por el régimen comunista en Polonia, siendo condenado a muerte y ejecutado en 1953.

## Biografía
De origen alemán, August Emil Fieldorf nació el 20 de marzo de 1895 en Cracovia, ciudad en la que cursó sus estudios inicialmente en una academia masculina y posteriormente en un seminario. En 1910 se unió a la organización paramilitar polaca de carácter independentista Związki Strzeleckie, convirtiéndose en miembro de pleno derecho en 1912, además de graduarse en la escuela de suboficiales.

### Primera Guerra Mundial
El 6 de agosto de 1914 Fieldorf se ofreció voluntario para la recién formada 1.ª Brigada de las Legiones Polacas al mando de Józef Piłsudski, combatiendo en el Frente oriental y sirviendo como segundo al mando del pelotón de infantería. En 1916 fue ascendido al rango de sargento y en 1917 pasó a dirigir la escuela de oficiales. Después de la «crisis del juramento», Fieldorf fue presionado para ingresar en el ejército austrohúngaro, siendo trasladado al frente italiano antes de regresar a Polonia, para ofrecerse en agosto de 1918 como voluntario en la Organización Militar Polaca de Cracovia.

### Formación del nuevo Estado polaco
A partir de noviembre de 1918, Fieldorf sirvió en las filas del ejército polaco en la recién formada Segunda República Polaca, inicialmente como comandante de pelotón, y desde marzo de 1919 como comandante de la compañía de ametralladoras pesadas. Entre 1919 y 1920 participó en la campaña para unir nuevamente la región lituana de Vilna a Polonia. Tras el estallido de la guerra polaco-soviética, Fieldorf participó en la liberación de Daugavpils, Zhytómyr y en la ofensiva polaca de Kiev de 1920.
Fieldorf se casó con Janina Kobylinska en 1919, con quien tuvo dos hijas, Krystyna y Maria. Permaneció en servicio activo después de la Primera Guerra Mundial, siendo ascendido al rango militar de mayor y enviado al 1er Regimiento de Infantería de Polonia como comandante de batallón, recibiendo en 1935 el mando del batallón independiente «Troki» del Cuerpo de Protección Fronteriza (Korpus Ochrony Pogranicza). Un año después se convirtió en teniente coronel. Poco antes del estallido de la Segunda Guerra Mundial, fue nombrado comandante del 51.º Regimiento de Fusileros Giuseppe Garibaldi, subdivisión dentro de la 12.ª División de Infantería, asentada en la periferia oriental de Polonia (Kresy Wschodnie).

### Segunda Guerra Mundial
Fieldorf comandó su regimiento durante la invasión alemana de Polonia de 1939, aunque tras la derrota huyó vestido de civil a Cracovia en la noche del 8 al 9 de septiembre. Desde allí intentó llegar a Francia, pero fue detenido en la frontera con Eslovaquia. Fue encarcelado en octubre de 1939, pero varias semanas después huyó de un campo de internamiento y llegó a Francia a través de Hungría, donde se unió a las recién formadas Fuerzas Armadas Polacas en Occidente (Polskie Siły Zbrojne na Zachodzie).
En Francia fue ascendido al rango de coronel en mayo de 1940. En septiembre de ese mismo año fue trasladado a la Polonia ocupada como el primer emisario del gobierno polaco en el exilio bajo el nombre de guerra de "Nil". Su tortuoso periplo de regreso a Polonia lo llevó a través de Sudáfrica, sobrevolando Rodesia, Sudán y Egipto, seguido de Rumanía para posteriormente llegar en tren a Polonia. La trayectoria de vuelo del aeroplano sobre Sudán y Egipto siguió el curso del río Nilo, de ahí su seudónimo "Nil" (Nilo en polaco). Inicialmente se unió a la Unión de Lucha Armada en Varsovia y desde 1941 pasó a combatir en Vilna y Białystok. Un año más tarde se le dio el mando del Kedyw (sección de operaciones especiales) de la Armia Krajowa, donde sirvió hasta febrero de 1944. Fue por orden expresa suya que el SS- und Polizeiführer Franz Kutschera fue asesinado el 1 de febrero de 1944 durante la Operación Kutschera perpetrada por la Szare Szeregi.
Poco antes del fracaso del Levantamiento de Varsovia del 28 de septiembre de 1944, fue ascendido al rango de general de brigada por orden del comandante en jefe Kazimierz Sosnkowski. Se convirtió en el comandante en jefe adjunto de la Armia Krajowa bajo las órdenes del general Leopold Okulicki en octubre de 1944, siendo nominado uno de los futuros mandatarios de la Organización NIE, fuerza armada anticomunista cuyo objetivo era resistir al intento estalinista de forjar un Estado socialista polaco.

## Arresto y ejecución

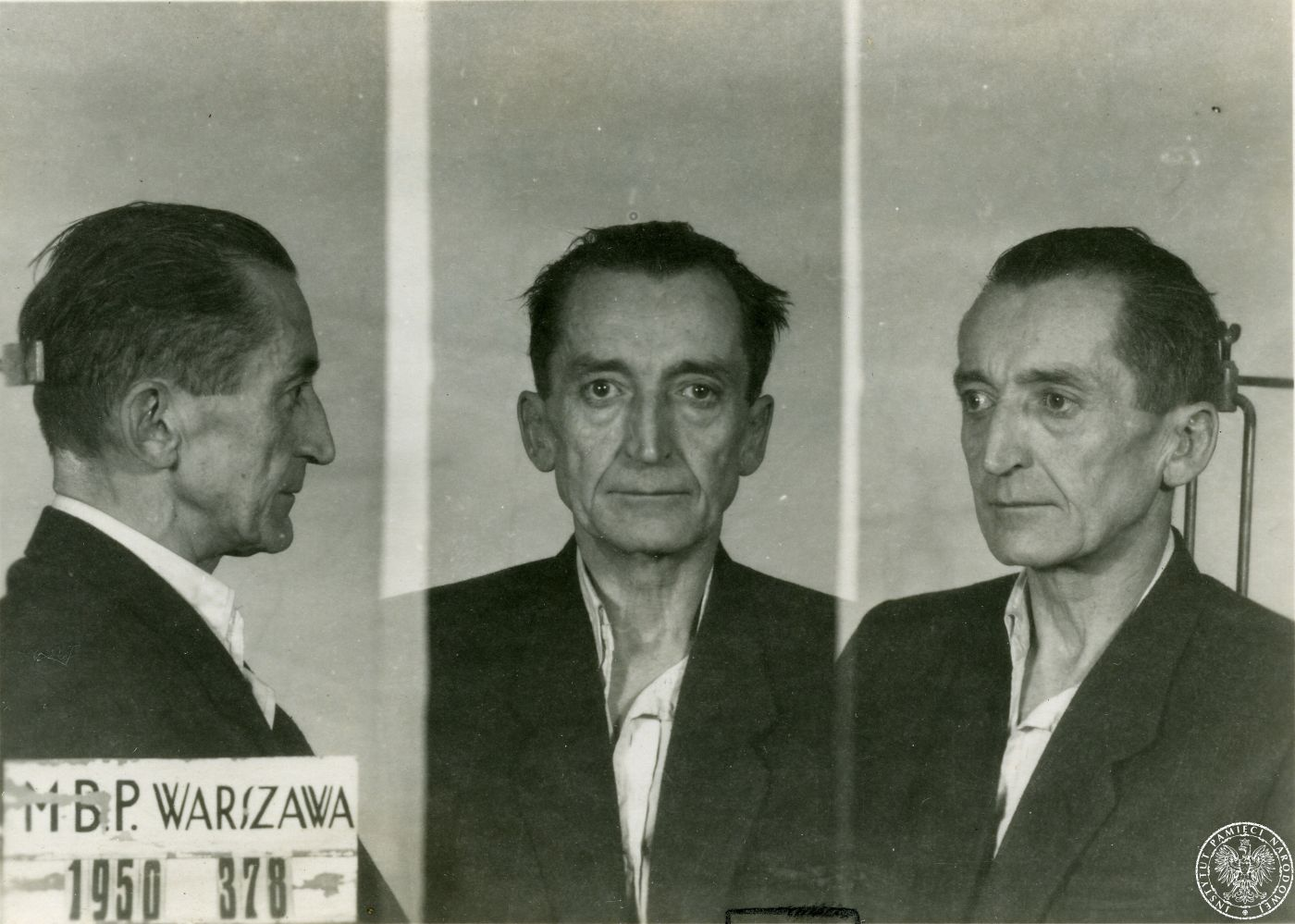
Foto policial de Fieldorf al momento de su detención.

El 7 de marzo de 1945, Fieldorf fue arrestado por la NKVD soviética en la ciudad de Milanówek. Inicialmente fue identificado erróneamente como Walenty Gdanicki y enviado a un campo de trabajos forzados en los Montes Urales. Liberado en 1947, regresó a la nueva Polonia gobernada por el Partido Obrero Polaco y el cada vez más represivo Ministerio de Seguridad Pública. Se instaló en Biała Podlaska bajo un nombre falso y no volvió a las actividades clandestinas. Moviéndose entre Varsovia y Cracovia, finalmente se instaló en Łódź.
El gobierno de la República Popular de Polonia, que perseguía a exmiembros de la resistencia leales al gobierno en el exilio de Londres, les ofreció una amnistía en 1948. Sin saber que la amnistía era en realidad una farsa, Fieldorf se declaró ante las autoridades, siendo arrestado en Varsovia y llevado a prisión, donde se negó a colaborar con la policía secreta polaca a pesar de padecer multitud de torturas. Los brutales interrogatorios al general Fieldorf fueron supervisados personalmente por el coronel de Ministerio de Seguridad Pública, Józef Różański.
Fieldorf fue acusado por la fiscal Helena Wolińska-Brus de ser un "criminal fascista-hitleriano" y haber ordenado la ejecución de partisanos soviéticos mientras prestaba servicio en la Armia Krajowa. Después de un juicio en un tribunal arbitrario, fue condenado a muerte el 16 de abril de 1952 por la jueza que presidía el caso, Maria Gurowska. Una apelación sin éxito fue presentada ante el tribunal superior, y el entonces presidente Bolesław Bierut denegó una petición de indulto por parte de la familia. La sentencia se ejecutó en la horca el 24 de febrero de 1953 a las 15:00 horas en la infame prisión de Mokotów en Varsovia.
El cuerpo del general Fieldorf nunca fue devuelto a la familia y permanece enterrado en algún lugar desconocido. En 2009, un artículo de un periódico británico sugirió que Fieldorf fue enterrado en una fosa común en un cementerio de Varsovia, junto con los restos de otros 248 anticomunistas polacos asesinados.

## Conmemoración y reconocimiento

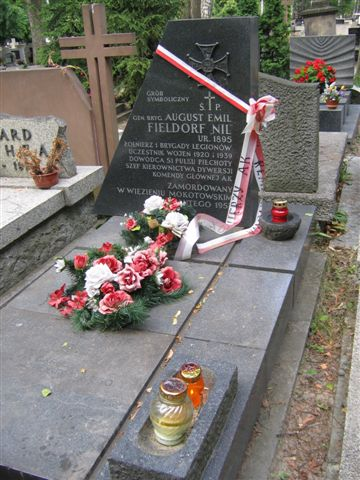
Tumba simbólica de August Emil Fieldorf en el cementerio de Powązki.

En 1972 se erigió una estatua y un cenotafio en su honor en el cementerio de Powązki. Asimismo, tras el colapso de la Polonia comunista en 1989, la figura de Fieldorf fue rehabilitada oficialmente, recibiendo en 2006 el título póstumo de la Orden del Águila Blanca por el presidente Lech Kaczyński. En 2009 se estrenó una película de drama histórico titulada Generał Nil, basada en la vida de Fieldorf y dirigida por Ryszard Bugajski, con Olgierd Łukaszewicz en el papel principal. En 2012, la supuesta ubicación de la fosa común fue registrada en busca de los restos de Fieldorf.

### Búsqueda de justicia
La hija de Fieldorf, Maria Fieldorf Czarska, pidió que la fiscal responsable de la ejecución de su padre, Helena Wolińska-Brus, compareciera ante la justicia en Polonia. Wolińska, fiscal militar en la década de 1950, fue acusada de ayudar en la investigación y el juicio que culminó con la ejecución de Fieldorf. Wolińska firmó la orden de arresto de August Emil Fieldorf y extendió su detención varias veces, aunque era consciente de su inocencia. Un informe de 1956 emitido por las autoridades comunistas llegó a la conclusión de que Wolińska había violado el estado de derecho y estaba involucrada en los simulacros de investigación y juicios de exhibición que con frecuencia finalizaban en ejecuciones. En 1958, la oficina del fiscal suspendió cualquier investigación adicional respecto al proceso judicial y la muerte de Fieldorf. Los cargos en su contra fueron iniciados por el Instituto de la Memoria Nacional, que afirmó que Wolińska era "cómplice de un asesinato judicial", clasificado como delito estalinista y castigado con hasta diez años de prisión. El caso atrajo la atención internacional. El Reino Unido se negó a extraditarla y Wolińska-Brus murió el 26 de noviembre de 2008 en su hogar en Oxford, Inglaterra, sin haber comparecido ante la justicia.